# Veer (mechanica)

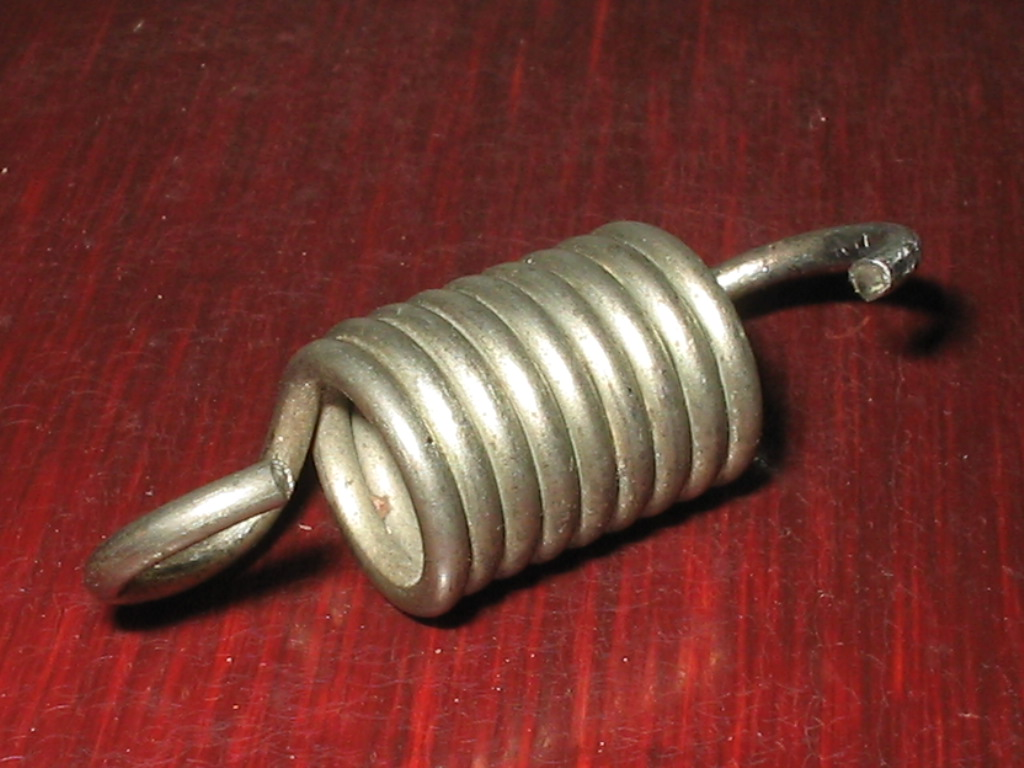
Een trekveer

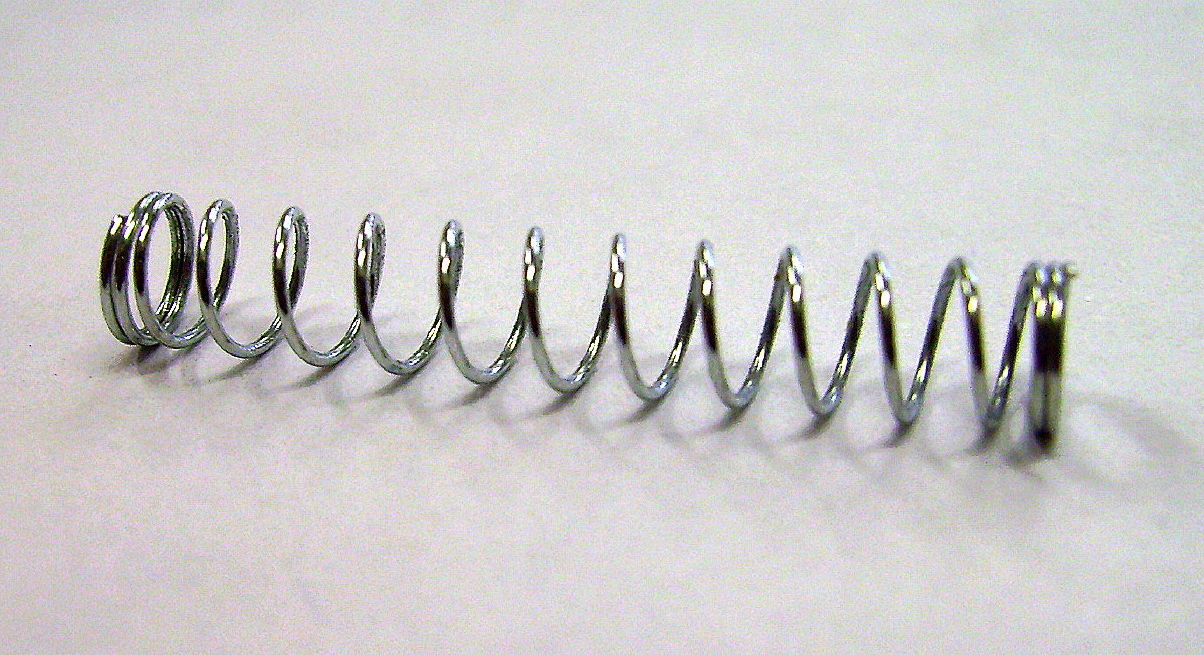
Een drukveer

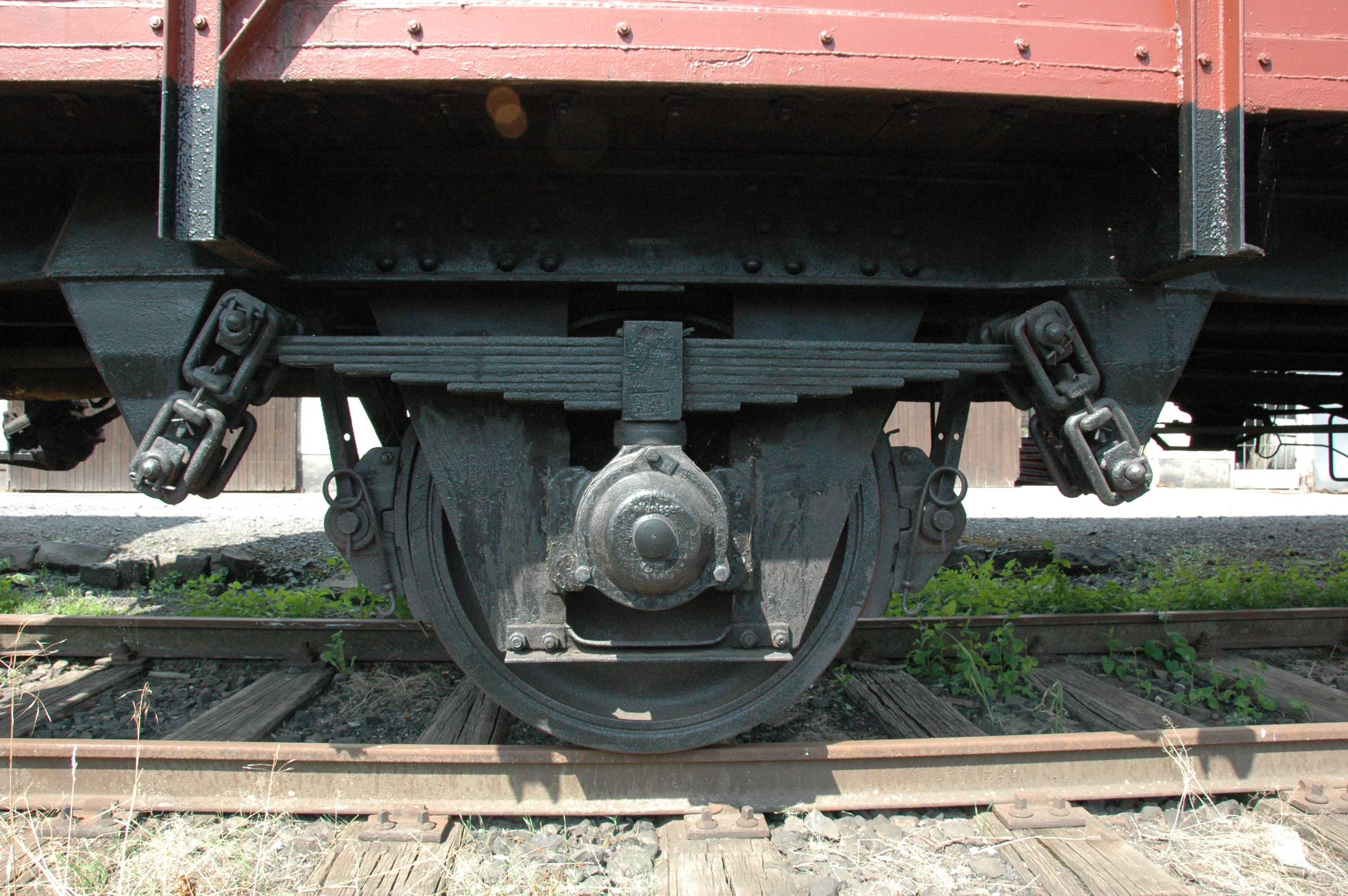
Een bladveer

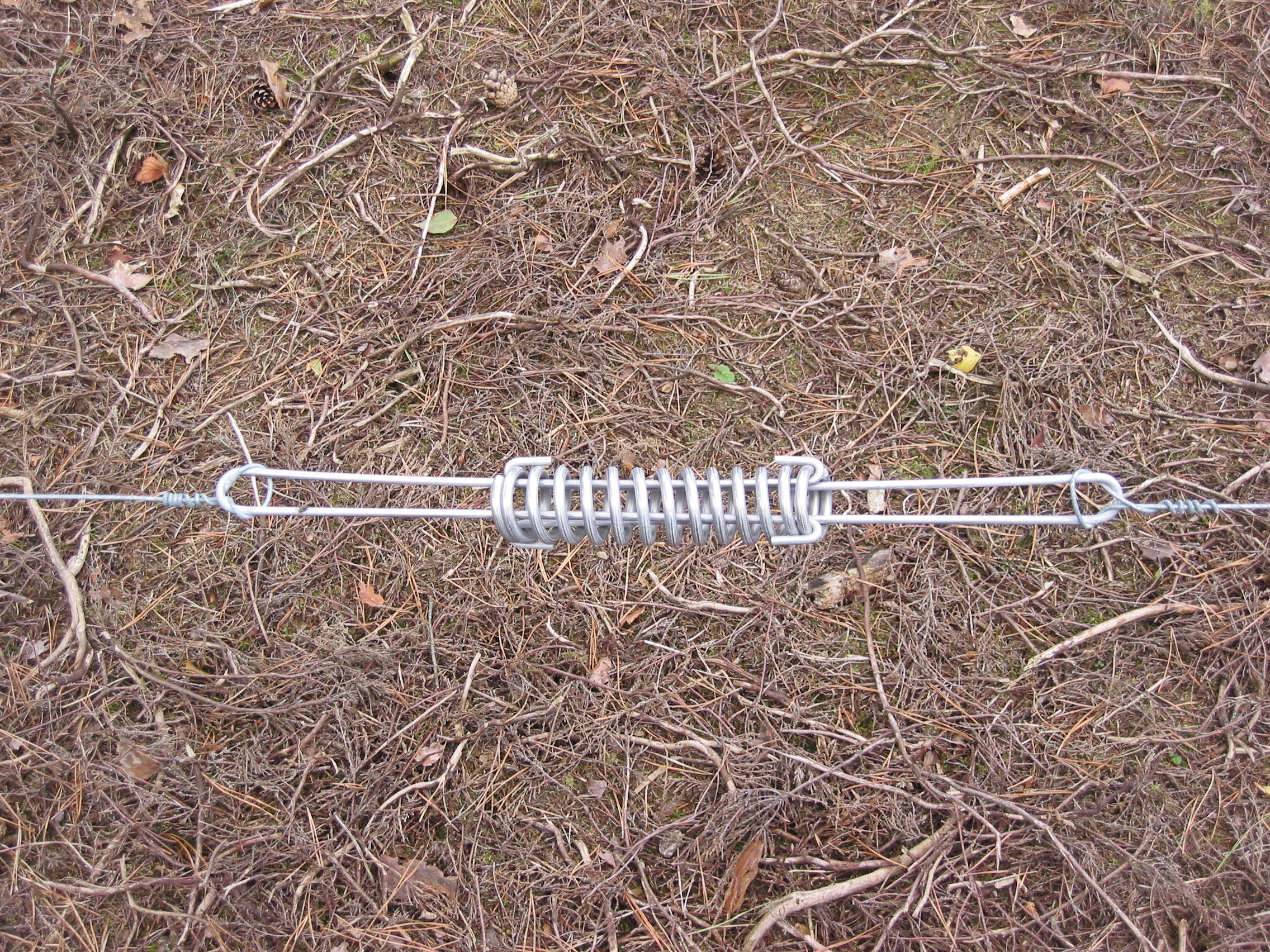
Drukveer die is omgevormd tot trekveer.
Deze veer is bestemd voor schrikdraad.

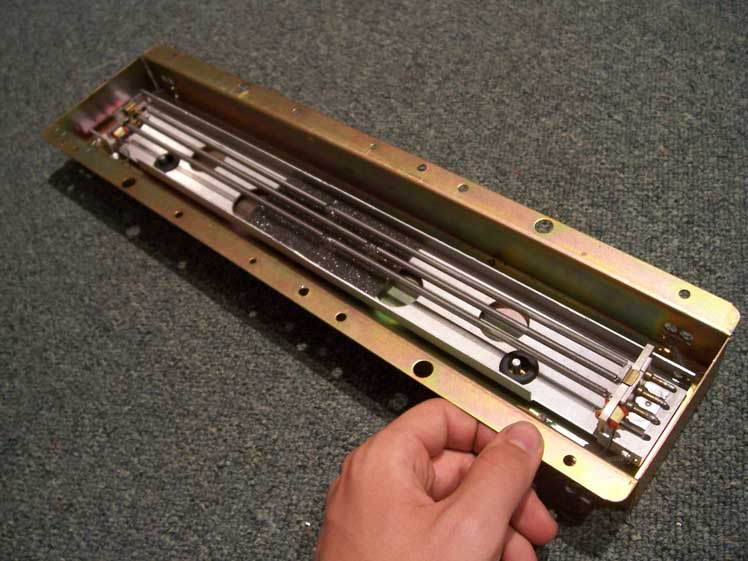
Een verengalm uit een gitaarversterker

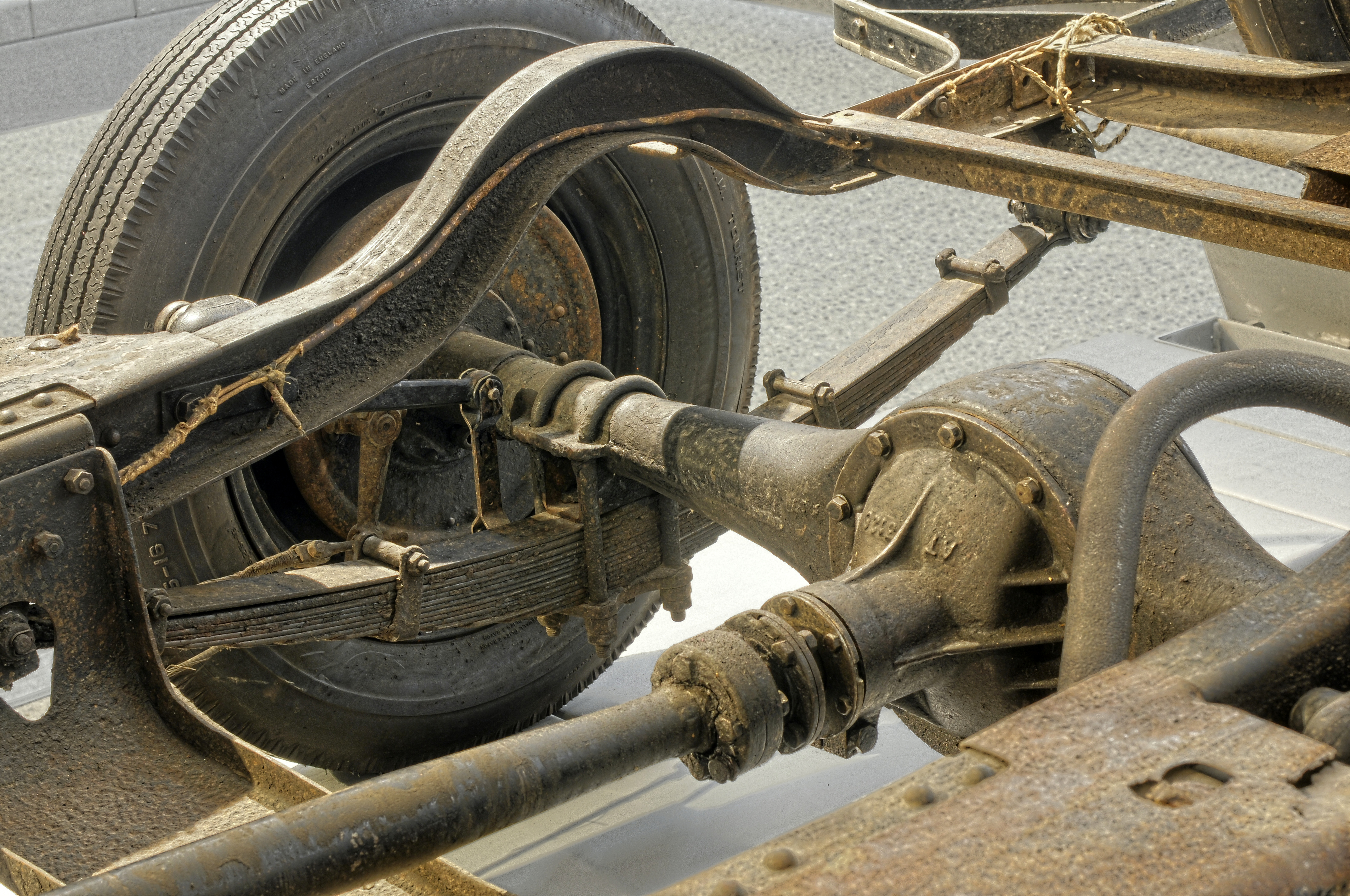
Een bladveer

Een veer is een elastisch constructie-element dat bedoeld is om een tegenkracht te leveren die toeneemt met de verplaatsing. Bekende vormen zijn de veer in een balpen en in een wasknijper, en de horlogeveren in mechanische wekkers en opwindspeelgoed. Een veer is een mechanische accumulator van energie, die speciaal als zodanig toepassing vindt in opwindbare uurwerken en speelgoed.

## Materialen
Veel veren zijn gemaakt van een speciaal staal (verenstaal), maar ook elastische materialen zoals kunststof en rubber worden toegepast. De vervormingen die een materiaal kan ondergaan, en de neiging om naar de oorspronkelijke vorm terug te keren, zijn bepalend voor de werking. Van kunststof bijvoorbeeld is de elasticiteitsmodulus niet constant bij vervorming. In gasveren wordt gebruikgemaakt van de samendrukbaarheid van gassen. Veren van zeer stijve en weinig vervormbare materialen (onder normale condities) zoals glas zal men weinig tegenkomen.

## Werkingsprincipe
Naast de samendrukbaarheid en uitrekbaarheid van elastische materialen en gassen, zijn de twee belangrijkste werkingsprincipes buiging en torsie in voornamelijk metalen veren. Bladveren en horlogeveren, maar ook de helixvormige veer in een wasknijper, zijn typische voorbeelden van veren die op buiging berusten, terwijl de werking van de bekende schroefveren voornamelijk op torsie berust.

## Verschijningsvormen
Variaties in verschijningsvorm zijn afhankelijk van de toepassing of gewenste eigenschappen.

### Soorten
Veren zijn te verdelen in twee hoofdgroepen:
- druk- en trekveren,[1] deze zijn bedoeld voor een (rechtlijnige) verplaatsing en kunnen allerlei vormen hebben. De meest voorkomende zijn:
  - schroefveer, bestaande uit een schroefvormig gewikkelde draad. Het geheel kan de vorm hebben van een cilinder, ton of kegel. Drukveren hebben in ontspannen toestand ruimte tussen de wikkelingen en kunnen ook als trekveer worden gebruikt. Het omgekeerde is meestal niet het geval. Bij indrukken of uittrekken wordt de draad over de volle lengte op torsie belast.
  - bladveer, een vlakke of licht gekromde strook materiaal die op buiging wordt belast. In bepaalde uitvoeringen, met name in de autotechniek, zijn stroken van verschillende lengte op elkaar gestapeld
  - gasveer, bestaande uit een met een zuiger afgesloten gasgevulde cilinder. Bij verplaatsing van de zuiger wordt het gas meer (of minder) samengedrukt
- torsieveren, deze zijn bedoeld voor een draaiende beweging met een wringend moment. Veelvoorkomende uitvoeringen zijn:
  - torsiestaaf, zoals de stabilisatorstang in de autotechniek
  - trek- of drukveer aan een excentriek: deze constructie laat slechts een geringe hoekverdraaiing toe
  - spiraalveer, zoals veel toegepast in wekkers en horloges. Het materiaal wordt hier op buiging belast. Afhankelijk van het aantal windingen kan dit type veer een groot aantal omwentelingen van de as toestaan

Met het gebruik van bepaalde materialen en constructietechnieken kan aan de veren bepaalde extra eigenschappen worden gegeven. De meest gewenste daarvan is demping. Bij bladveren wordt dat bereikt door tussen de verschillende lagen een schuivende beweging toe te staan. Bij gebruik van een materiaal zoals rubber wordt gebruik gemaakt van de inwendige wrijving.

### Vorm en doorsnedes
- De doorsnede van de stalen draad waaruit een veer is opgebouwd kan rond of rechthoekig zijn.
- Veren kunnen cilindrisch, maar ook conisch schroefvormig zijn.
- Schroefgewonden veren, meestal van ronde doorsnede staal.
- Veren kunnen een balkvorm hebben met al dan niet complexe doorsnede.
- Schotelvormige veren.
- Veren van kunststof kunnen zeer complexe doorsnedes hebben.
- Ook een hydraulische cilinder, verbonden met een gasvolume, vormt een (hydropneumatische) veer

### Toepassingen van trekveer
Trekveren worden onder andere gebruikt voor het op spanning houden van draad, zoals schrikdraad. Omdat een trekveer gemakkelijk tot voorbij het punt kan worden uitgetrokken waarbij de veer blijvend vervormt, zijn constructies bedacht om met een drukveer de werking van een trekveer te verkrijgen. Op de foto hiernaast is een dergelijke constructie te zien.

## Veerkracht en vervorming

Basisafmetingen van een veer met ronde doorsnede

Als er een niet te grote resulterende kracht op een veer wordt uitgeoefend zal de veer evenredig vervormen, bijvoorbeeld in axiale richting (langs de lengteas). De verhouding {\displaystyle {\frac {F_{veer}}{u}}} van uitgeoefende kracht {\displaystyle F_{veer}} tot uitrekking/indrukking {\displaystyle u} wordt de veerconstante {\displaystyle C} genoemd. Voor een centrisch gewikkelde veer met ronde draad geldt dan:
{\displaystyle {C}={\frac {G\cdot d^{4}}{8\cdot D^{3}\cdot i}}}
{\displaystyle {G}=}Materiaal schuifmodulus
{\displaystyle {d}=}Draaddiameter (zie afbeelding)
{\displaystyle {D}=}Gemiddelde veerdiameter (zie afbeelding)
{\displaystyle {i}=}Aantal windingen

## Toepassingen
- om te wegen: met trekveren in de unster, met drukveren in de personenweegschaal
- gebruikmakend van dempende veren: bij de wielophanging van transportmiddelen, auto, wagon etc.
- gebruikmakend van drukveren of spiraalveren: balpen, klok, in een trekschakelaar etc.
- in gitaarversterkers maakt men gebruik van trekveren om galm (reverb) te creëren.

## Ideale veren
"Ideale veer" is een term voor veren die geen kracht uitoefenen als hun lengte gelijk is aan nul. In een kracht-verplaatsingsdiagram zal de lijn precies door de oorsprong gaan. In de praktijk zijn veren niet ideaal doordat ze niet kunnen samentrekken tot een lengte van nul. Een ideale veer is wenselijk omdat hij zich gedraagt volgens de veerformule.
Ideale veren worden gemaakt zodat er voorspanning in het materiaal aanwezig is en de veerkarakteristiek zodoende theoretisch door de oorsprong zal gaan.